# ناحیه دیومائندرود
ناحیهٔ دیومائِندْرُد (به مجاری: Gyomaendrőd District) یک ناحیه در مجارستان است که در شهرستان بکش واقع شده و ۶۸۶٫۲۱ کیلومتر مربع مساحت و ۲۳٬۹۴۳ نفر جمعیت دارد.